# Gladbacher Mühle

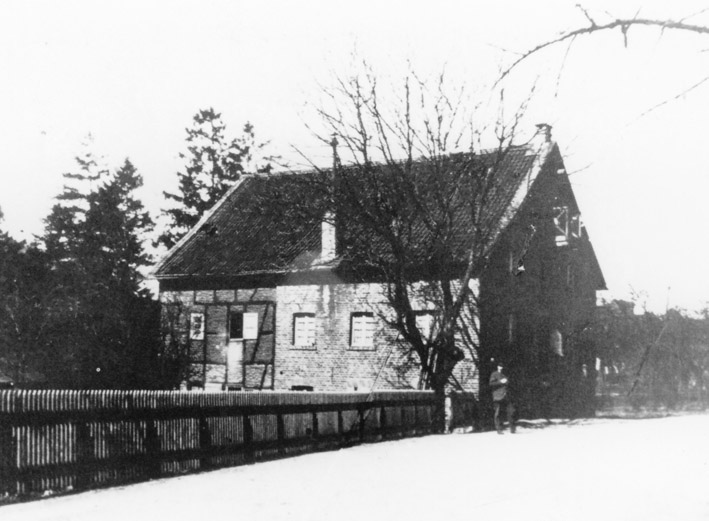
Die Gladbacher Mühle um 1900

Die Gladbacher Mühle war eine Getreidemühle und Ortsteil im heutigen Stadtteil Stadtmitte von Bergisch Gladbach an der Strunde.

## Geschichte

### Geschichte der Mühle
Aufzeichnungen über das Mühlengut insgesamt gehen zurück bis auf das Jahr 1380. Wie weit davon auch die Gladbacher Mühle mit betroffen ist, lässt sich nicht nachweisen. Die erste Verpachtung der Gladbacher Mühle an Thoniß in der Müllen ist urkundlich für das Jahr 1589 belegt. Immer waren es in den Folgejahren Pächter, die Getreide in der Mühle gemahlen haben, bis Johann Jakob Odenthal das gesamte Mühlengut im Jahr 1805 als Eigentümer erwarb. Nach seinem Tod 1836 betrieb sein Enkel Johann Odenthal, der Sohn des Miterben Urban Odenthal, die Mühle, bis sie 1861 von Johann Krein, der ebenfalls Miterbe war, auf einer Versteigerung erworben wurde. Als alleiniger Eigentümer konnte er jetzt die Mühle modernisieren und mit einem Ziegelanbau versehen, so dass auch Wohnraum für Müllerknechte und ähnliches entstand. Angetrieben wurde die Mühle nun von einem mittelschlächtigen Wasserrad von fünf bis sechs Meter Durchmesser. Die Mühle besaß drei Mahlgänge, darunter einen aus französischem Süßwasserquarz zum Mahlen von Weizen. Statt mit Handsieben wurden nun Mehl und Kleie mit mechanisch betriebenen Beutelkästen getrennt. Zudem hatte die Mühle noch drei Speicher zu Lagerzwecken. Im Laufe der Zeit ließ der Ertrag der Mühle stark nach, da dampfgetriebene Mühlen leistungsfähiger waren und immer mehr Konkurrenz machten. Nach Kreins Tod 1900 ließen seine Erben die Mühle zwar noch einmal modernisieren, doch die Zeit der wassergetriebenen Fruchtmühlen war vorbei.
Vor dem Bau des Gladbacher Rathauses 1906 dienten Räumlichkeiten der Mühle für die Geschäftsbesorgung der Bürgermeisterei Gladbach.
1906 erwarb die Stadt Bergisch Gladbach das Mühlengelände für 40.000 Mark. Im Jahr darauf wurde die Mühle abgerissen. Das alte Schulgebäude an der Odenthaler Straße, zunächst Progymnasium, zuletzt Realschule und nun zu einem Vielzweckgebäude umgebaut, entstand ab 1907 auf dem Gelände der Gladbacher Mühle. Das Mühlengebäude stand direkt vor der Schule unterhalb des sich an der rechten Seite befindenden Erkers. Der Geländeabfall neben dem Bau deutet noch auf das alte Mühlengefälle hin.

### Geschichte des Wohnplatzes
Aus Carl Friedrich von Wiebekings Charte des Herzogthums Berg 1789 geht hervor, dass die Gladbacher Mühle zu dieser Zeit Teil der Honschaft Gladbach im gleichnamigen Kirchspiel war.
Unter der französischen Verwaltung zwischen 1806 und 1813 wurde das Amt Porz aufgelöst und die Gladbacher Mühle wurde politisch der Mairie Gladbach im Kanton Bensberg zugeordnet. 1816 wandelten die Preußen die Mairie zur Bürgermeisterei Gladbach im Kreis Mülheim am Rhein. Mit der Rheinischen Städteordnung wurde Gladbach 1856 Stadt, die dann 1863 den Zusatz Bergisch bekam.
Der Ort ist auf der Topographischen Aufnahme der Rheinlande von 1824, auf der Preußischen Uraufnahme von 1840 und ab der Preußischen Neuaufnahme von 1892 ist er auf Messtischblättern regelmäßig ohne Namen verzeichnet. 
| Jahr | Einwohner | Wohn- gebäude | Kategorie   |
| ---- | --------- | ------------- | ----------- |
| 1822 | 8         |               | Mühle       |
| 1845 | 11        | 1             | Fruchtmühle |
| 1871 | 19        | 3             | Mühle       |
| 1885 | 10        | 4             | Wohnplatz   |

Später ist die Gladbacher Mühle nicht mehr eigenständig aufgeführt.